# Hermann von Radecke
Hermann Rudolf Agathon von Radecke (* 18. Oktober 1827 in Insterburg; † 6. Februar 1910 in Potsdam) war ein preußischer Generalleutnant und Kommandeur der 4. Division.

## Leben

### Herkunft
Hermann von Radecke war ein Sohn des preußischen Majors und Herrn auf Gergehmen, Nehmen, Redden sowie Louisenberg Wilhelm von Radecke (1790–1853) und dessen Ehefrau Karoline, geborene Brämer (1804–1893).

### Militärkarriere
Nach dem Besuch des Gymnasiums in Königsberg sowie der Kadettenhäuser in Kulm und Berlin wurde Radecke am 4. Juli 1844 als Portepeefähnrich dem 1. Dragoner-Regiment der Preußischen Armee überwiesen. Er erhielt Mitte August 1847 den Charakter als Sekondeleutnant und am 22. August 1848 mit Wirkung zum 10. August 1847 das Patent zu seinem Dienstgrad. Am 12. März 1859 erfolgte seine Kommandierung als Adjutant der 9. Kavallerie-Brigade nach Glogau. In dieser Eigenschaft stieg Radecke bis Ende nach Mai 1860 zum Rittmeister und wurde am 1. Oktober 1860 unter Enthebung von seinem Kommando in das Leib-Garde-Husaren-Regiment versetzt. Mit der Ernennung zum Eskadronchef kehrte er am 21. Februar 1863 mit Patent vom 10. Juli 1859 in sein Stammregiment zurück. Am 16. Januar 1864 wurde Radecke persönlicher Adjutant des Prinzen Albrecht von Preußen, den er 1864 im Krieg gegen Dänemark in den Gefechten bei Oberselk, Nübel und Fredericia beim Sturm auf die Düppeler Schanzen und dem Übergang nach Alsen begleitete. Für sein Wirken erhielt er am 22. April 1864 den Roten Adlerorden IV. Klasse mit Schwertern und wurde Ende Mai 1864 unter Belassung in seiner Stellung als Adjutant des Prinzen à la suite des Litthauischen Dragoner-Regiments Nr. 1 (Prinz Albrecht von Preußen) gestellt.
Unter weiterer Belassung als persönlicher Adjutant des Prinzen Albrecht stellte man Radecke am 28. April 1866 mit einem Patent vom 31. März 1857 à la suite des Westfälischen Dragoner-Regiments Nr. 7. Während des Krieges gegen Österreich nahm er 1866 an dessen Seite an den Schlachten bei Münchengrätz und Königgrätz teil. Am 20. September 1866 erhielt er den Kronen-Orden IV. Klasse mit Schwertern und stieg zeitgleich zum Major auf. Radecke wurde am 14. Juli 1870 von seinem Kommando beim Prinzen Albrecht entbunden und unter Stellung à la suite mit der Führung des 1. Pommerschen Ulanen-Regiments Nr. 4 beauftragt. Mit der Mobilmachung wurde Radecke zum Kommandeur dieses Verbandes ernannt, den er nach der wenige Tage später erfolgten Beförderung zum Oberstleutnant im Krieg gegen Frankreich vor Metz und Thionville sowie bei Jury, Colombey, Gravelotte, Beaune-la-Rolande, Maison-Rouge, Lorris und Villeporcher führte.
Ausgezeichnet mit beiden Klassen des Eisernen Kreuzes avancierte Radecke nach dem Friedensschluss Ende März 1873 zum Oberst. Unter Stellung à la suite seines Regiments beauftragte man ihn am 15. Februar 1876 zunächst mit der Führung der 4. Kavallerie-Brigade in Bromberg und am 11. November 1876 erfolgte seine Ernennung zum Kommandeur dieses Großverbandes. In gleicher Eigenschaft führte Radecke ab dem 22. Juni 1877 die 25. Kavallerie-Brigade (Großherzoglich Hessische) in Darmstadt und stieg Mitte April 1878 zum Generalmajor auf. Mit der Beförderung zum Generalleutnant übernahm er am 17. Oktober 1883 die in Bromberg stationierte 4. Division und erhielt anlässlich des Ordensfestes im Januar 1885 den Stern zum Roten Adlerorden II. Klasse mit Eichenlaub und Schwertern am Ringe. Radecke nahm am 27. Oktober 1885 seinen Abschied mit Pension und wurde am 24. März 1887 mit Pension zur Disposition gestellt. Am 18. Januar 1896 würdigte ihn Kaiser Wilhelm II. durch die Verleihung des Kronen-Ordens I. Klasse mit Schwertern. Er starb am 6. Februar 1910 in Potsdam.

### Familie
Radecke heiratete am 15. Mai 1853 in Gielgudyski Klara von Sanden (1829–1860), eine Tochter des Landrats Heinrich von Sanden. Nach ihrem frühen Tod heiratete er am 1. Dezember 1862 in Berlin Emmy von Keudell (1840–1866). Als auch sie früh verstorben war, ehelichte Radecke am 20. Mai 1869 in Ohlau Anna von Lautz (1844–1913). Aus den Ehen gingen folgende Kinder hervor:
- Martha (* 1854)
- Elisabeth (* 1855)
- Hans (1863–1920), preußischer Major
- Charlotte (* 1865)
- Friedrich (* 1870), preußischer Rittmeister ⚭ 1898 Gertrud von Bonin (* 1866)[4]
- Walter (* 1872), preußischer Leutnant ⚭ 1912 (geschieden im Oktober 1917) Vivienne Burton-Thomason (* 1888), geschiedene Birch, adoptierte Thomason, geborene Burton. Sie heiratete im Dezember 1917 Christian-Günther Graf von Bernstorff (* 1891).